# Episodi di L'incredibile Hulk (prima stagione)
La prima stagione della serie televisiva L'incredibile Hulk è stata trasmessa dal canale Universal Pictures.
Il cast regolare di questa stagione è composto da: 
- Bill Bixby: David Banner
- Lou Ferrigno: Hulk
- Jack Colvin: Jack McGee (assente negli episodi 747 e La tigre dell'autostrada)

| nº | Titolo originale                                        | Titolo italiano                   | Prima TV USA     | Prima TV Italia                                                      |
| -- | ------------------------------------------------------- | --------------------------------- | ---------------- | -------------------------------------------------------------------- |
| 1  | The Incredible Hulk (series pilot)                      | L'incredibile Hulk                | 4 novembre 1977  |                                                                      |
| 2  | Death in the Family (The Return of The Incredible Hulk) | Il ritorno dell'incredibile Hulk  | 27 novembre 1977 | Fox Retro 2012 in originale con sottotitoli in italiano              |
| 3  | The Final Round                                         | L'ultimo round                    | 10 marzo 1978    |                                                                      |
| 4  | The Beast Within                                        | Operazione A.G.D.4                | 17 marzo 1978    |                                                                      |
| 5  | Of Guilt, Models and Murder                             | Morte di un'indossatrice          | 24 marzo 1978    |                                                                      |
| 6  | Terror in Times Square                                  | Ore 17: appuntamento con la morte | 31 marzo 1978    |                                                                      |
| 7  | 747                                                     | 747                               | 7 aprile 1978    | doppiaggio parziale per la trasmissione insieme al pilot su Italia 1 |
| 8  | The Hulk Breaks Las Vegas                               | S.O.S. reporter                   | 21 aprile 1978   |                                                                      |
| 9  | Never Give a Trucker an Even Break                      | La tigre dell'autostrada          | 28 aprile 1978   |                                                                      |
| 10 | Life and Death                                          | Vita e morte                      | 12 maggio 1978   |                                                                      |
| 11 | Earthquakes Happen                                      | Il terremoto                      | 19 maggio 1978   |                                                                      |
| 12 | The Waterfront Story                                    | La storia del porto               | 31 maggio 1978   |                                                                      |

## L'incredibile Hulk
- Titolo originale: The Incredible Hulk (series pilot)
- Diretto da: Kenneth Johnson
- Scritto da: Kenneth Johnson
- Durata 92 min

### Trama
Un sovradosaggio accidentale di radiazioni gamma crea una mutazione nel DNA di David Banner, e, ogni volta che si arrabbia o che prova un dolore non gestibile, si trasforma in una gigante creatura verde di 1,94 m di altezza e 145 kg. Il giornalista, Jack McGee inizia una ricerca e la sua indagine conduce al laboratorio che Banner stava usando. Un'esplosione in laboratorio uccide l'amica dott.ssa Elèna Marks. McGee, che ribattezza la creatura "Hulk", crede che quest'ultimo abbia ucciso David e la sua collega. Non in grado di spiegare la verità, né controllare le sue trasformazioni, David fugge e cerca di trovare una cura per sé stesso, e sperando di avere una vita normale un giorno.
- Altri interpreti: Susan Sullivan (dott.ssa Elaina Marks),  Susan Batson (Mrs. Maier), Mario Gallo (Mr. Bram), Charles Siebert (Ben), George Brenlin (padre della bambina al lago), Olivia Barash (bambina al lago), Eric Deon (BJ)

### Curiosità
- Questo episodio non fu trasmesso con la serie originale, e venne recuperato in seguito con un doppiaggio italiano differente; il provino per la parte di David Banner fu vinto da Marco Balzarotti, che negli anni '90 sarà scelto per doppiare lo stesso personaggio nell'omonima serie animata a lui dedicata.

## Il ritorno dell'incredibile Hulk
Trasmesso su Fox Retro nel 2012 in lingua originale e sottotitoli in italiano
- Titolo originale: Death in the Family
- Altro titolo: The Return of The Incredible Hulk
- Diretto da: Alan J. Levi
- Scritto da: Kenneth Johnson
- Durata: 91 min

### Trama
David continua la fuga da Jack McGee e dalla polizia, facendo credere che sia stato ucciso insieme a Elaina. Cercando di trovare una cura, David si ritrova accidentalmente nel mezzo di un complotto per uccidere una ragazza storpia, così la sua famiglia senza scrupoli può ereditare la fortuna.
- Nota: Gerald McRaney fa la sua prima di quattro apparizioni.
- Altri interpreti: Laurie Prange (Julie Griffith), Dorothy Tristan (Margareth Griffith), John McLiam (Micael), William Daniels (Dr. John Boninfant), Gerald McRaney (Danny Kayle),

## L'ultimo round
- Titolo originale: The Final Round
- Diretto da: Kenneth Gilbert
- Scritto da: Kenneth Johnson

### Trama
David viene aggredito da due rapinatori di strada, ma si salva grazie all'intervento di un pugile dilettante che si fa chiamare Rocky, quest'ultimo lo ospita a casa sua trovandogli lavoro come fisioterapista nella sua palestra.
Per guadagnare Rocky fa delle consegne per Sariego, il suo allenatore.
Una sera, mentre Rocky e David tornano a casa, la banda di rapinatori li aggredisce ma David si trasforma in Hulk, Rocky scopre con terrore che ciò che consegna è eroina, ne parla con Sariego che si schiera dalla sua parte e gli concede la possibilità di combattere, David non la pensa come Rocky e scopre che Sariego vuole sbarazzarsi di Rocky dandogli una medicina che lui, pur essendo normale, non può prendere, poiché ha la pressione alta; mentre cerca di impadronirsi della medicina David viene scoperto, stordito e portato dentro una gabbia che viene nascosta.
Durante l'incontro Rocky viene quasi sconfitto. David si risveglia trasformandosi in Hulk e salva la situazione, tra il pubblico c'è anche McGee.
Il giorno dopo David decide di andarsene poiché il giornalista sta venendo ad intervistare Rocky.
- Altri interpreti: Martin Kove (Henry "Rocky" Welsh), Fran Myers (Mary), Al Ruscio (Mr. Sariego), Paul Henry Itkin (Wilt).

## Operazione A.G.D.4
- Titolo originale: The Beast Within
- Diretto da: Kenneth Gilbert
- Scritto da: Karen Harris e Jill Donner

### Trama
David lavora come custode in uno zoo con il falso nome di David Bradburg, qui conosce la dottoressa Claudia Baxter che conduce studi sulla A.G.D.4. Interessato, David scopre che lei ha cercato di portare a termine le sue teorie dopo la sua (di David) morte, Claudia spiega che l'A.G.D.4 scatena la forza negli animali, David la aiuta nelle sue ricerche.
Più tardi scopre che la nuova scimmia arrivata allo zoo è creduta morta, David scopre che non è morta, ma solo in coma. Intanto il Dottor Malone che teme che David possa ostacolarlo nel suo piano chiede al suo assistente Carl di farlo rinchiudere nella gabbia di Idiot, il gorilla di Claudia, e farlo uccidere da quest'ultimo, Carl ci riesce ma David si trasforma in Hulk, sconfiggendo Idiot, mentre Claudia rientra, Hulk scappa sfondando il muro, tutti devono abbandonare lo zoo.
Verso sera David ritorna umano e scopre insieme a Claudia che il Dottor Malone e i suoi uomini hanno organizzato un contrabbando di diamanti in denaro; i due vengono scoperti David viene legato ma riesce, trasformandosi in Hulk, a scappare e a salvare Claudia.
Il giorno dopo David se ne va perché è arrivato Jack McGee. 
- Altri interpreti: Caroline McWilliams (Dott.ssa Claudia Baxter), Richard Kelton (Carl), Dabbs Greer (Dr. Malone).

## Morte di un'indossatrice
- Titolo originale: Of Guilt, Models and Murder
- Diretto da: Larry Stewart
- Scritto da: James D. Parriott

### Trama
David si risveglia da Hulk in una stanza in cui trova una modella morta.Il suo capo, James Joslin, dichiara che è stato Hulk ad ucciderla; così David decide di indagare e si fa assumere da Joslin. Scopre che la ragazza è stata uccisa da una sua collega, con la complicità di Joslin, e che Hulk in realtà era solo intervenuto per difenderla. I due decidono quindi di eliminare anche David che si salva trasformandosi in Hulk.
- Altri interpreti: Jeremy Brett (James Joslin), Loni Anderson (Sheila Cantrell) Jane Alice Brandon (ragazza).

## Ore 17: appuntamento con la morte
- Titolo originale: Terror in Times Square
- Diretto da: Alan J. Levi
- Scritto da: William A. Schwartz

### Trama
David lavora in una sala giochi di New York e scopre che i commercianti della zona, compreso il suo datore di lavoro Norman Adrams, subiscono estorsioni da Jason Laird. Jason Laird obbliga Norman, come prova di fedeltà ad uccidere il suo vecchio amico Leo Kahn. Norman però non ci riesce, e d'accordo con Leo, decide di uccidere Jason, all'appuntamento alle ore 17 in un garage a Park Avenue. David scopre che Jason Laird traffica in droga, chiede a Carol di avvertire la polizia e di mandarla all'appuntamento. David prende un taxi e rimane intrappolato nel traffico, perde la pazienza a trasformato in Hulk corre per le strade di New York. McGee avvisato di Hulk lo vede e cerca di seguirlo. Hulk blocca Norman che stava per sparare a Jason. Arriva la polizia. David bacia affettuosamente la dottoressa Carol e si rimette in viaggio.
In una scena in esterni con il protagonista trasformato in Hulk, si scorge un cinema che ha in programmazione La febbre del sabato sera.
- Altri interpreti: Robert Alda (Jason Laird), Jack Kruschen (Norman Adrams), Arny Freeman (Leo Kahn), Pamela Susan Shoop (Carol Adrams).

## 747
Doppiaggio parziale per la trasmissione insieme al pilot su Italia 1 e non risulta ritrasmesso nelle repliche, eccetto su Fox Retro nel 2012 in lingua originale e sottotitoli in italiano.
- Titolo originale: 747
- Diretto da: Sigmund Neufeld Jr.
- Scritto da: Thomas E. Szollosi e Richard Christian Matheson

### Trama
David prende un volo diretto a Chicago per incontrare un dottore che potrebbe aiutarlo, ma il suo aereo viene dirottato per rubare dei preziosi manufatti egizi trasportati su quel volo. David prende il posto di guida al posto dei piloti che sono stati narcotizzati da una hostess complice dei dirottatori, e deve riportare l'aereo a terra. Cercando però nel frattempo di controllare la sua metamorfosi in Hulk: ritardandola il più possibile spera così di usare la propria mente e la forza di Hulk per concludere l'atterraggio. 
- Altri interpreti: Edward Power (Phil), Sondra Currie (Stephanie), Denise Galik-Furey (Denise), Brandon Cruz (Kevin), Howard Honig (Mr. Leggit).

## S.O.S. reporter
- Titolo originale: The Hulk Breaks Las Vegas
- Diretto da: Larry Stewart
- Scritto da: Justin Edgerton

### Trama
Las Vegas. Il reporter Ed Campion e Wanda hanno delle prove dettagliate contro Tom Edler, che hanno depositato dentro una cassetta postale all'aeroporto. David lavora alla casa da gioco di proprietà di Tom Edler, e casualmente assiste all'investimanto di Ed Campion (in realtà un tentato omicidio). Gli presta le prime cure e lo accompagna sull'ambulanza; Ed dà a David un registratore, gli chiede di consegnarlo a Jack McGee al Sahara Hotel, a cui lui aveva già telefonato. Poi entra in coma. David va al Sahara Hotel, chiama McGee dall'atrio per avvertirlo di aver lasciato una cosa per lui alla reception, e gli riferisce il messaggio di Ed, che Wanda gli deve dare una chiave. La voce di David risulta familiare a McGee, che corre giù a vedere chi è la persona al telefono. David si accerta che McGee abbia il pacchetto e va via. McGee va da Wanda, e insieme vanno a casa di Ed la trovano sottosopra, infatti gli uomini di Edler non sono riusciti a trovare la chiave; Wanda la trova e la dà a Jack McGee, che si reca subito all'aeroporto, per prendere i documenti dentro la cassetta. Gli uomini di Edler riconoscono nella sala da gioco David come colui che ha soccorso Ed, lo minacciano e lo picchiano, e la reazione di Hulk è immediata nel distruggere tutto e scappare. Ritrasformatosi, David telefona a Wanda affinché avvisi McGee di non andare all'aeroporto, perché lo stanno aspettando gli uomini di Elder. Ma Wanda non riesce ad avvisare né Jack McGee né la polizia, perché viene bloccata da Edler. David corre all'aeroporto, ma McGee viene rapito, e anche lui stesso viene bloccato. David viene fatto salire sulla stessa automobile con McGee (stordito). Vengono portati alla cava di sabbia per essere uccisi; gli scagnozzi di Edler vengono messi dentro ad una fossa e ricoperti di sabbia. Ma Hulk salva la vita a McGee, che trovandosi di fronte a lui, comincia a fargli delle domande: "David Banner ti dice qualcosa?". Hulk si sta trasformando in David sotto i suoi occhi, quando Edler gli spara bloccando la trasformazione, e il gigante fugge via. David lascia Las Vegas, perdendo una moneta alla slot machine e una croupier gli augura che un giorno o l'altro vincerà.
- Altri interpreti: Julie Gregg (Wanda), John Crawford (Tom Edler), Dean Santoro (Ed Campion), Don Marshall (Lee), Simone Griffeth (Cathy).

## La tigre dell'autostrada
- Titolo originale: Never Give a Trucker an Even Break
- Diretto da: Kenneth Gilbert
- Scritto da: Kenneth Johnson

### Trama
David si trova suo malgrado coinvolto nella vendetta di una donna contro alcuni ladri che hanno rubato il camion di suo padre per contrabbandare dei componenti elettronici. Come al solito Hulk rimette le cose a posto.
Note: sono state usate scene dal film del 1971 Duel.
- Altri interpreti: Jennifer Darling (Joanie), Frank Christi (Ted), Grand L. Bush (Mike), Peggy Doyle (benzinaia), Charles Alvin Bell (benzinaio), Don Starr (magazziniere).

## Vita e morte
- Titolo originale: Life and Death
- Diretto da: Jeffrey Hayden
- Scritto da: James D. Parriott
- Altri interpreti: Julie Adams (Ellen), Andrew Robinson (Dott. Stan Rhodes), Carl Franklin (Crosby), Diane Caryll (Carrie Taylor).

### Trama
Marysville, Oregon ospedale Blanchard. David si reca da un medico, il dott. Rhodes che sta eseguendo degli esperimenti sul DNA che potrebbero aiutarlo a liberarsi di Hulk. Durante il viaggio fa amicizia con una donna incinta (Carrie), grazie alla quale viene a conoscenza di un commercio clandestino di neonati, nel quale è coinvolto lo stesso dottore. Carrie è ricoverata alla clinica Matrix, gestita da Ellen, ed è vicino all'ospedale dove sta David. Il dott. Rhodes spiega a David che i suoi esperimenti sul DNA, non sono approvati dal governo, e che quindi firmerà un consenso all'intervento, come se fosse di ordinaria amministrazione, con i soliti rischi. Invece le cellule che inietterà nel suo cervello potrebbero essere letali, ma David gli spiega che accetta i rischi, per eliminare il problema genetico e la sua tendenza all'iperagressività. All'ospedale, David incontra una paziente della clinica Matrix, raccolta per strada, con un'emorragia, che chiedeva del suo bambino e del dott. Rhodes che l'aveva assistita. David corre subito da Carrie, la vede di nascosto nel giardino, ha le doglie vuole abbandonare il bambino dopo la nascita, perché è da sola e senza soldi. David cerca di convincerla che può chiedere degli aiuti statali. Ellen e il dott. Rhodes vedono parlare Carrie e David, e gli viene il dubbio che i due possano essere d'accordo o con la polizia o per ricattarli. Ellen ordina al dott. Rhodes di uccidere David. Durante l'intervento David guarda il monitor, e si accorge che l'iniezione non è nel punto giusto della testa, e che il dott. Rhodes gli sta iniettando una dose letale di solfato di morfina. Questi gli anticipa anche che Carrie dopo il parto morirà. David si trasforma in Hulk, un Hulk drogato, debole, la vista appannata. David ritorna in sé, arriva a fatica a Matrix barcollando. Carrie ci ha ripensato, vuole tenersi il bambino. L'altra paziente che il dott. Rhodes teneva sedata, finalmente spiega che ha venduto il suo bambino a Matrix. Viene avvisata la polizia. Il parto è iniziato con il dott. Rhodes ed Ellen che assistono Carrie. David si trasforma in Hulk e arriva in sala parto giusto in tempo per consegnare la bambina tra le braccia di Carrie. Arriva la polizia, Hulk sfonda il muro e fugge. David va a trovare Carrie in ospedale che gli dice che se fosse stato un maschio, l'avrebbe chiamato come lui, poi alla notizia dell'arrivo di McGee fa appena in tempo ad andare via.
- Altri interpreti: Andrew Robinson (Dr Stan Rhodes), Julie Adams (Ellen), Carl Franklin (Crosby), Diane Cary (Carrie)

## Il terremoto
- Titolo originale: Earthquakes Happen
- Diretto da: Harvey S. Laidman
- Scritto da: Jim Tisdale e Migdia Chinea-Varela

### Trama
David riesce ad entrare in un importante centro di ricerche nucleari, fingendosi un esperto di sicurezza, tale dottor Patterson, per avere accesso ad un laboratorio dove sperimentare su di se radiazioni in grado di arrestare la sua metamorfosi. La dottoressa Diane Joseph, dopo aver scoperto la sua falsa identità, ferma a pochi secondi dal termine l’esperimento e subito dopo scoppia un terremoto che devasta il centro e mette a rischio radiazioni l’intera città. La dottoressa resta ferita e perde i sensi, sarà Hulk a metterla in salvo. Tornato in se, David, pur non rivelando la propria identità, aiuta l’equipe di medici intrappolati a mettersi in salvo, completando l’opera con una nuova trasformazione in Hulk, facendo poi perdere le sue tracce ed i medici del centro nucleare crederanno sia morto. 
- Altri interpreti: Sherry Jackson (Dott.ssa Diane Joseph), Gary Wood (Turner), Kene Holliday (Paul).

## La storia del porto
- Titolo originale: The Waterfront Story
- Diretto da: Reza Badiyi
- Scritto da: Paul M. Belous e Robert Wolterstorff

### Trama
David lavora come barman nel locale di Josie, la vedova di un sindacalista morto in circostanze misteriose.
I due candidati alla presidenza del sindacato portuale si contendono l'appoggio di Josie, considerato decisivo ai fini della vittoria elettorale. A tal fine verranno usati mezzi più o meno illeciti e David dovrà proteggere Josie contro coloro che cercheranno di approfittarsi della sua buona fede.
- Altri interpreti: Sheila Larken (Josie), James Sikking (Cliff McConnell), Jack Kelly (Tony Kelly), Helen Page Camp (Sarah), Ted Markland (Marty Hammond).